# Ivica Jarakovic
Ivica Jarakovic (* 11. Juni 1978 in Titovo Užice, Jugoslawien) ist ein ehemaliger serbischer Fußballspieler, der auch die belgische Staatsangehörigkeit besitzt.

## Vereinskarriere
Jarakovic kam 1998 von Sloboda Užice nach Belgien, wo er zunächst drei Jahre beim RSC Anderlecht unter Vertrag stand, jedoch nicht in der ersten Mannschaft zum Zuge kam. In der Saison 2001/02 spielte er für RWD Molenbeek in der Ersten Division; nach dem Zwangsabstieg des Brüsseler Vereins ging er 2002 zum ersten Mal zum KV Kortrijk in die dritte Liga. In der Saison 2003/04 spielte er für KAA Gent; in der Winterpause 2005 wechselte er zum SV Zulte-Waregem, der ihn wiederum für die Saison 2005/06 an KV Kortrijk auslieh. Nach einer Saison als Stammspieler in der zweiten Liga mit 14 Toren in 32 Einsätzen verpflichtete Kortrijk den Stürmer für die nächste Spielzeit. Die Saison 2006/07 schloss Jarakovic mit demselben Ergebnis ab. In der Spielzeit 2007/08 stand er noch einmal für Kortrijk auf dem Platz, ehe er im August beim 1. FC Magdeburg in der dritten deutschen Liga einen Dreijahresvertrag unterschrieb, wo er in 19 Spielen 4 Tore erzielte. Nach der verpassten Qualifikation des 1. FC Magdeburg für die 3. Liga wechselte er zur Saison 2008/09 zurück in die zweite belgische Liga zu Oud-Heverlee Löwen. Hier spielte er zwei Jahre und ging dann weiter zum Amateurverein KV Woluwe-Zaventem, wo er 2011 seine aktive Karriere beendete.